# Phoenix Runde
Phoenix Runde (Eigenschreibweise phoenix runde) ist eine politische Talkshow des deutschen TV-Senders Phoenix. Sie wird derzeit dienstags und mittwochs um 22:15 Uhr sowie donnerstags um 21 Uhr erstausgestrahlt.

## Konzept
In der Regel diskutieren vier Talkgäste mit einem der wechselnden Moderatoren ohne Studiopublikum. Moderatoren der Sendung sind derzeit im wöchentlichen Wechsel Anke Plättner und Alexander Kähler. Talkgäste sind sowohl Politiker als auch bedeutende Persönlichkeiten der Gesellschaft sowie sachkundige Fachleute. Diskutiert werden in der Regel aktuelle gesellschaftspolitische Themen.